# Neptis vansomereni
Neptis vansomereni är en fjärilsart som beskrevs av Eltringham 1929. Neptis vansomereni ingår i släktet Neptis och familjen praktfjärilar. Inga underarter finns listade i Catalogue of Life.